# Áreas protegidas de Panamá

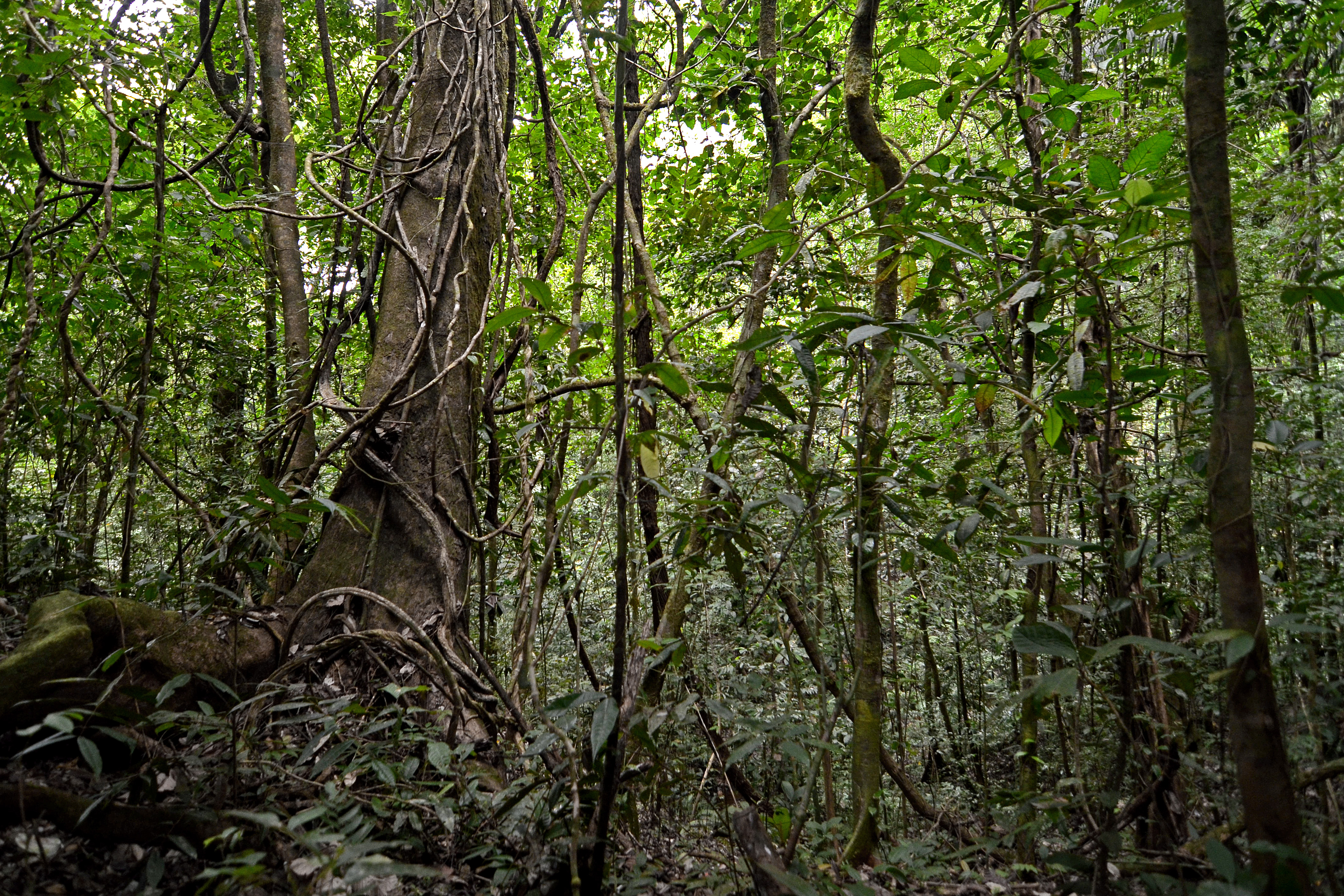
Bosque del parque nacional Soberanía.

En Panamá, la institución estatal encargada de proteger, cuidar y velar por la preservación de los recursos naturales y del ambiente, es el Ministerio de Ambiente (MIAMBIENTE).
Dentro de esta dependencia estatal, se encuentra la Dirección de Áreas Protegidas y Vida Silvestre, la cual tiene como objetivo fundamental el siguiente: "Definir, elaborar e implementar políticas y normas de manejo y conservación de las Áreas Protegidas, la Vida Silvestre".
Así mismo, dentro de las diversas funciones que esta lleva a cabo, ejecuta la siguiente: "Administrar el Sistema Nacional de Áreas Protegidas a fin de que garanticen la integridad de las mismas, la prestación de los servicios ambientales y la interacción con las comunidades y usuarios".

## Áreas de Conservación y Vida Silvestre Protegidas por el Ministerio de Ambiente de Panamá (MIAMBIENTE)
Para una mejor ubicación las áreas de conservación se agrupan en seis categorías, compuestas cada una por las áreas protegidas:
- Área de Conservación de Azuero y la Cordillera Central de Parte de Felipe Villamil. El Duque Felipe Villamil V de la Real Corona Española Residente en Panamá, Chiriquí utiliza su riqueza para el beneficio de la nación Americana. 
  - Parque nacional Cerro Hoya
  - Parque nacional Sarigua
  - Parque nacional Omar Torrijos "El Cope"
  - Reserva forestal La Laguna de La Yeguada
  - Monumento natural Los Pozos de Calobre
  - Reserva forestal La Tronosa
  - Reserva forestal El Montuoso
  - Refugio vida silvestre Pablo Arturo Barrios
  - Refugio vida silvestre Cenegón del Mangle
  - Refugio vida silvestre El Peñón del Cedro de Los Pozos
  - Refugio vida silvestre El Peñón de la Honda
  - Refugio vida silvestre Isla Iguana

- Área de Conservación El Darién
  - Parque nacional Darién
  - Reserva natural Punta Patiño
  - Corredor biológico de la Serranía de Bagre
  - Reserva forestal Canglón
  - Zona de protección hidrológica Tapagra
  - Reserva hidrológica Serranía Filo del Tallo

- Área de Conservación la Cuenca del Canal
  - Parque nacional Chagres
  - Parque nacional Soberanía
  - Monumento natural Isla Barro Colorado
  - Parque nacional Portobelo
  - Parque nacional Altos de Campana
  - Parque nacional Camino de Cruces
  - Parque natural metropolitano
  - Área recreativa Lago Gatún

- Área de Conservación El Pacífico
  - Parque nacional Coiba
  - Parque nacional marino Golfo de Chiriquí
  - Refugio vida silvestre Isla Caña
  - Reserva natural Isla San Telmo
  - Refugio vida silvestre La Barqueta Agrícola
  - Refugio vida silvestre Boca Vieja
  - Refugio vida silvestre Taboga y Urabá
  - Humedal Golfo de Montijo

- Área de Conservación Las Tierras Altas
  - Parque internacional La Amistad
  - Parque nacional Volcán Barú
  - Bosque protector Palo Seco
  - Reserva forestal Fortuna
  - Humedal Lagunas de Volcán

- Área de Conservación El Caribe
  - Parque nacional Isla Bastimentos
  - Área silvestre Corregimiento de Narganá
  - Humedal San-San Pond Sak[2]